# Kuppet (film)
Kuppet er en dansk kortfilm fra 1999 instrueret af Stefano González efter eget manuskript.

## Handling
Kenneth og vennen Jimmy er fascinerede af Køges underverden, som Jimmys tre onkler er konger i. De har udtænkt det geniale kup og håber at kunne få onklerne med på en god deal. Men der er flere, der har skjulte dagsordener, og i forbryderverdenen kan venner og penge hurtigt skifte side.

## Medvirkende
- Claus Gerving, Kenneth
- David Rousing, Jimmy
- Louise Iversen, Mona
- Erik Holmey, Tommy
- Gorm Hansen, Frank
- Charlotte Juul, Louise
- Henrik Jandorf, Lillebror